# Алексеевка (Николаевский район)
Алексе́евка (укр. Олексі́ївка) — село, относится к Николаевскому району Одесской области Украины.
Население по переписи 2001 года составляло 522 человека. Почтовый индекс — 67010. Телефонный код — 8-04857. Занимает площадь 2,16 км². Код КОАТУУ — 5123580401.
Основал село Алексей Рублев, поэтому часть села называется Рублевка.

## Местный совет
67010, Одесская обл., Николаевский р-н, с. Алексеевка, ул. Ленина